# La città invisibile (film)
La città invisibile è un film commedia del 2010 diretto da Giuseppe Tandoi.

## Trama
Poco dopo il disastroso terremoto dell'Aquila del 2009, i cittadini vengono sistemati in un campo di tende, costretti ad una convivenza a volte difficile, soprattutto tra italiani e romeni. In questo clima di diffidenza e incertezza sul proprio futuro, i dLine si stanno preparando per un concerto che forse frutterà loro un contratto con una grande casa discografica, mentre la parrocchia sta organizzando la festa della Perdonanza. Lucilla, giovane direttrice del coro parrocchiale, si trova presto a scontrarsi con la band per via delle differenze musicali, finché una sera non finisce per innamorarsi del cantante del gruppo e finalmente ricomincerà a vivere senza più paura.